# Ursus, el terror de los kirgueses
Ursus, el terror de los kirgueses (en italiano: Ursus, il terrore dei Kirghisi) es una película péplum de 1964 dirigida por Antonio Margheriti y protagonizado por Reg Park.
Es un buen ejemplo de lo que fue el género cuando se estaba acercando a su decadencia y sus normas empezaban a mostrar síntomas de cansancio. El género se hizo permeable a influencias de otros géneros (terror, fantástico, comedia, etc) para tratar de revitalizarse. En esta ocasión se abandona la ambientación clásica para llevar a Ursus a la Edad Media, si bien el rigor histórico es prácticamente nulo. En 1970 le fueron añadidos varios escenas pornográficas por los distribuidores franceses para su distribución en aquel país bajo el nombre de La vie érotique d’Ursus.

## Argumento
La paz reinaba en el valle de Sura hasta que turbada por la aparición de un ser monstruoso que destruye y mata sin razón alguna. Estos actos bárbaros tienen como consecuencia un estado de tensión entre los habitantes del valle. En particular, el príncipe Zeretelli, jefe de los Kirgueses, odia a Ursus, de la tribu de los Circasianos, ya que ha descubierto que Aniko, la reina del valle, está enamorada de él. Ursus investiga el caso y descubre que es esta quien está detrás de los actos del monstruo.